# Вилланова (коммуна)
Вилланова (фр. Villanova, корс. Villanova) — коммуна во Франции, находится в регионе Корсика. Департамент коммуны — Южная Корсика. Входит в состав кантона Аяччо-5. Округ коммуны — Аяччо.
Код INSEE коммуны — 2A351.

## Население
Население коммуны на 2008 год составляло 353 человека.
| 1962 | 1968 | 1975 | 1982 | 1990 | 1999 | 2008 |
| ---- | ---- | ---- | ---- | ---- | ---- | ---- |
| 80   | 102  | 127  | 171  | 240  | 307  | 353  |

## Экономика
В 2007 году среди 248 человек в трудоспособном возрасте (15—64 лет) 197 были экономически активными, 51 — неактивными (показатель активности — 79,4 %, в 1999 году было 71,9 %). Из 197 активных работали 180 человек (107 мужчин и 73 женщины), безработных было 17 (2 мужчин и 15 женщин). Среди 51 неактивных 15 человек были учениками или студентами, 14 — пенсионерами, 22 были неактивными по другим причинам.